# Маникарника

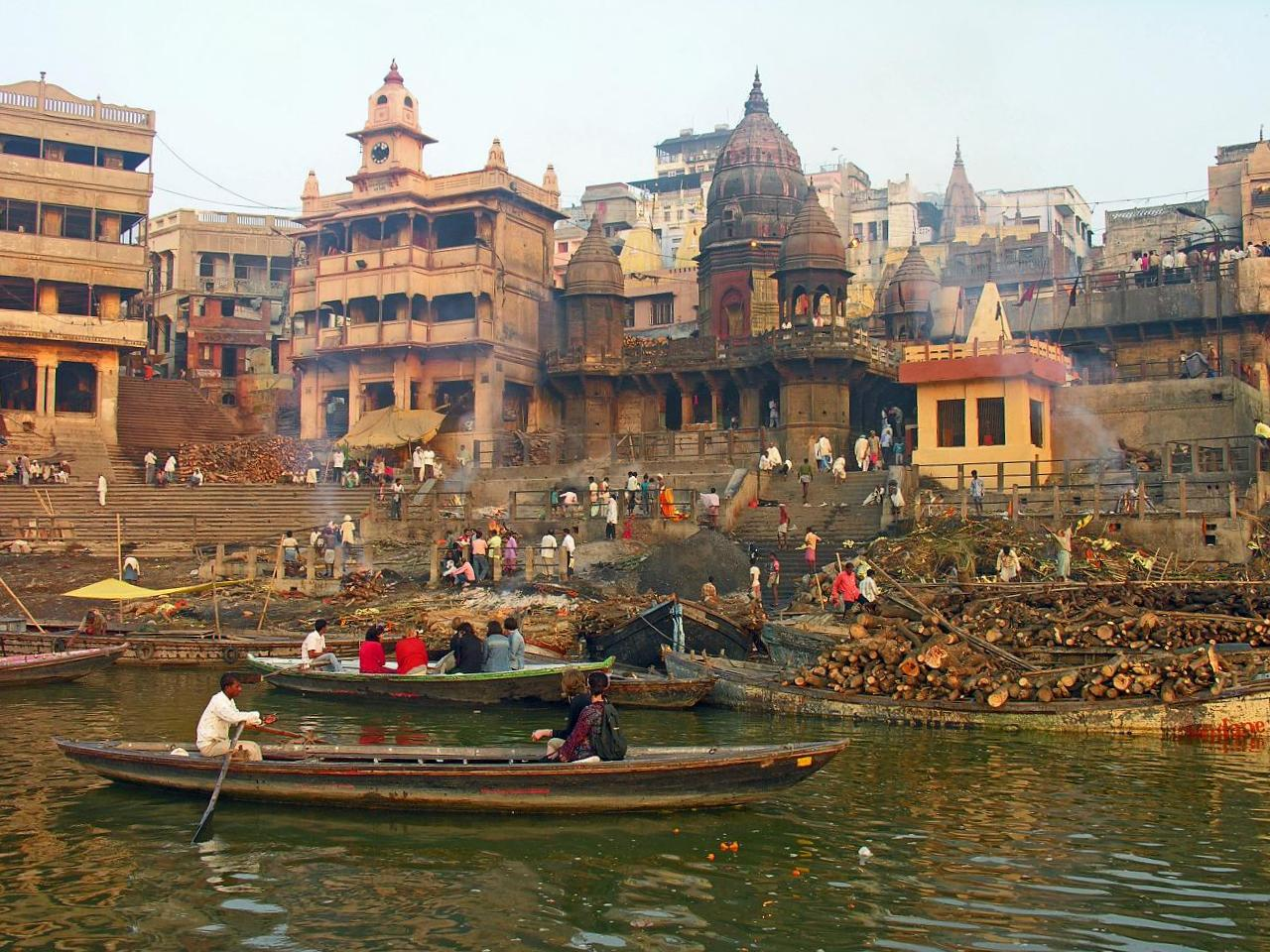
Маникарника-гхат в 2007.

Маникарника-гхат — ритуальная набережная в священном городе Индии Варанаси. Маникарника — один из самых известных гхатов Варанаси, на нём проводится кремации умерших — на берегу Ганги, священной реки индусов.
В качестве кремационного гхата Маникарника прямо упоминается в Нарада-пуране.
Кремация проводится только на кострах. Огонь, от которого их зажигают, по преданию, горит уже несколько тысяч лет. За год на Маникарнике кремируется около 32 тысяч тел. Процессом кремации заведует каста неприкасаемых Домы. Туристы могут наблюдать за процессом кремации на самом гхате или подплывать на лодке. Фотографирование крайне не приветствуется, хотя официального запрета нет. Для съемок рекомендуется предварительно заручиться поддержкой полиции. После заката солнца туристам не рекомендуется появляться на этом гхате.
Маникарника — пятая из пяти священных тиртх, в индийской культуре число пять — это центр, супер-фиксатор остальных четырёх. По легенде, Маникарника — место создания и разрушения этого мира. На гхате находится колодец сотворения мира, созданный Вишну ещё до того, как на земле появился Ганг, и место кремации, где вселенная, по легенде, сгорит в конце времен.
Маникарника является пятой, финальной точкой Панчатиртхи — одного из самых популярных маршрутов паломничества в Варанаси. Выполнившие омовение в пяти местах Панчатиртхи, по легенде, освобождаются от перерождения в теле, состоящем из пяти элементов (эфир, воздух, огонь, вода, земля).

## Этимология
Существует несколько легенд о происхождении названия Маникарника:
- По одной из них, в этом месте упала сережка супруги Шивы Парвати, когда Шива нес её горящее тело в Гималаи.
- По другой, как-то раз Шива и Шакти прогуливались и увидели, как Вишну совершает суровые религиозные практики на этом месте. Удовлетворенный его самоотречением, Шива предложил выполнить любое желание Вишну. Вишну же попросил только всегда пребывать вместе с Шивой. Такая преданность Вишну в буквальном смысле потрясла Шиву: с его уха в колодец, созданный Вишну, упала драгоценная («мани») сережка («карника»).
- По ещё одной, Шива и Парвати купались в колодце Вишну, с Шивы упала драгоценность, с Парвати — серьга[3].